# 博尔蒂贾达斯
博尔蒂贾达斯（義大利語：Bortigiadas），是意大利撒丁大区薩薩里省的一个市镇。总面积76.76平方公里，人口804人，人口密度10.5人/平方公里（2009年）。ISTAT代码为104007。